# Верден (Іллінойс)
Верден (англ. Virden) — місто (англ. city) в США, в округах Макупін і Сенґамон штату Іллінойс. Населення — 3231 особа (2020).

## Географія
Верден розташований за координатами 39°30′20″ пн. ш. 89°46′16″ зх. д. / 39.50556° пн. ш. 89.77111° зх. д. (39.505526, -89.771148).  За даними Бюро перепису населення США в 2010 році місто мало площу 4,73 км², уся площа — суходіл.

## Демографія
Згідно з переписом 2010 року, у місті мешкало 3425 осіб у 1442 домогосподарствах у складі 923 родин. Густота населення становила 724 особи/км².  Було 1599 помешкань (338/км²).
Расовий склад населення:
| - 98,5 % — білих - 0,6 % — азіатів - 0,1 % — корінних американців - 0,1 % — чорних або афроамериканців |

До двох чи більше рас належало 0,6 %. Частка іспаномовних становила 0,8 % від усіх жителів.
За віковим діапазоном населення розподілялося таким чином: 24,3 % — особи молодші 18 років, 59,0 % — особи у віці 18—64 років, 16,7 % — особи у віці 65 років та старші. Медіана віку мешканця становила 38,9 року. На 100 осіб жіночої статі у місті припадало 93,4 чоловіків;  на 100 жінок у віці від 18 років та старших — 89,3 чоловіків також старших 18 років.
Середній дохід на одне домашнє господарство  становив 54 318 доларів США (медіана — 43 617), а середній дохід на одну сім'ю — 67 229 доларів (медіана — 65 028). Медіана доходів становила 36 583 долари для чоловіків та 34 028 доларів для жінок. За межею бідності перебувало 7,4 % осіб, у тому числі 7,9 % дітей у віці до 18 років та 7,0 % осіб у віці 65 років та старших.
Цивільне працевлаштоване населення становило 1566 осіб. Основні галузі зайнятості: освіта, охорона здоров'я та соціальна допомога — 24,6 %, роздрібна торгівля — 13,2 %, виробництво — 9,7 %, транспорт — 8,5 %.